# Wyszcza liha w futsalu kobiet
Wyszcza liha Mistrzostw Ukrainy w futsalu kobiet (ukr. Вища ліга Чемпіонату України з футзалу серед жінок) – najwyższa w hierarchii klasa żeńskich ligowych rozgrywek piłkarskich na Ukrainie, będąca jednocześnie najwyższym szczeblem centralnym (I poziom ligowy), utworzona w 1995 roku i zarządzana przez Asocjację Futsalu Ukrainy (AFU), a wcześniej Ukraiński Związek Piłki Nożnej (FFU). Zmagania w jej ramach toczą się cyklicznie (co sezon) i przeznaczone są dla 8 najlepszych krajowych klubów piłkarskich. Jej triumfator zostaje Mistrzem Ukrainy

## Historia
W 1990 roku została założona Asocjacja Futsalu ZSRR, a w strukturze Federacji Piłkarskiej ZSRR Komitet Futsalu, który organizował pierwsze mistrzostwo ZSRR w futsalu. W tym czasie zaczęła aktywnie grać w futsal żeńska drużyna Bukowynka Czerniowce pod kierownictwem trenera Serhija Jahodkina. W 1992 roku klub zmienił nazwę na Lehmasz Czerniowce i występował w Otwartych Mistrzostwach Białorusi, a w 1993 i 1994 - w Mistrzostwach Rosji, tak jak na Ukrainie jeszcze nie organizowano Mistrzostw w futsalu. Występy ukraińskiego klubu kobiet były bardzo udane - bez porażek podczas wszystkich turniejów. Ponadto zespół z Czerniowiec zwyciężył w 1994 roku w międzynarodowym turnieju w Moskwie, pokonując 7:2 reprezentację Australii.
9 marca 1993 roku w Dniepropetrowsku odbyła się Konferencja założycielska na której postanowiono stworzyć Asocjację Futsalu Ukrainy. Na konferencji najpierw pełniący obowiązki Prezydenta Związku Klubów Futsalowych Ukrainy Wołodymyr Kobzariew poinformował uczestników konferencji o stanie i rozwoju futsalu na Ukrainie. Następnie po  dyskusji i głosowaniu (35 głosów za przy jednym głosie wstrzymującym) został zatwierdzony projekt statutu Asocjacji Futsalu Ukrainy. Na konferencji Prezesem Asocjacji Futsalu Ukrainy jednogłośnie został wybrany Hennadij Łysenczuk.
W 1993 roku w Czerniowcach został organizowany pierwszy turniej w futsalu wśród drużyn kobiecych. W 1995 roku rozegrano debiutanckie mistrzostwa Ukrainy w futsalu (męskie rozgrywki startowały w sezonie 1993/94), a do rywalizacji przystąpiło 8 drużyn (według kolejności w końcowej tabeli): Nika Połtawa (premierowy Mistrz Ukrainy, trener Serhij Jahodkin), Unisport Kijów, Minora Czerkasy, Donteks Donieck, Radosiń Kijów, Awiator Kijów, Biłyczanka Kociubyńskie.
W listopadzie 1995 roku po raz pierwszy startowały rozgrywki o Puchar Ukrainy w futsalu wśród kobiecych drużyn, a zwycięzcą został Unisport Kijów.

## Skład ligi w sezonie 2020/21
- Bahira-DJuSSz Łyman
- Budstar-NPU Kijów
- DJuSSz im. Butowśkoho Połtawa
- DJuSSz-1 Chmielnicki
- Dnipro Czerkasy
- Feniks Kijów
- IMS-NUChT Kijów
- Kobra Biłokurakyne
- KSDJuSzOR Dynamo-Tesła-2 Charków
- Lider-ZPO Połtawa
- Ładomyr Włodzimierz Wołyński
- Łehion Łuck
- Łuhanoczka Ługańsk
- Mezzo-ZChO Charków
- ZChO-Tesła Charków

### Mistrzostwa Ukrainy
| Sezon                                                               | K | K | T  | Mistrz                      | Wicemistrz                  | III miejsce                     | Br. | Król strzelców                                                      | Uwagi                     |
| Wyszcza liha Mistrzostw Ukrainy (ukr. Вища ліга Чемпіонату України) |   |   |    |                             |                             |                                 |     |                                                                     |                           |
| 1995                                                                |   |   | 1  | Nika Połtawa                | Unisport Kijów              | Minora Czerkasy                 |     |                                                                     | 7 klubów                  |
| 1996                                                                |   |   | 1  | Biłyczanka Kociubyńskie     | Unisport Kijów              | Minora Czerkasy                 |     |                                                                     | 4 kluby                   |
| 1997                                                                |   |   | 2  | Nika Połtawa                | Minora Czerkasy             | Charkiwjanka Charków            |     |                                                                     | 10 klubów                 |
| 1997/1998                                                           |   |   | 3  | Nika-Uniwersytet Połtawa    | Unisport-Obołoń Kijów       | Lwiwianka Lwów                  |     |                                                                     | 7 klubów                  |
| 1998/1999                                                           |   |   | 4  | Nika-Peduniwersytet Połtawa | Fortuna-Czeksił Czernihów   | Obołoń Kijów                    |     |                                                                     | 8 klubów                  |
| 1999/2000                                                           |   |   | 5  | Nika-Peduniwersytet Połtawa | Fortuna-Czeksił Czernihów   | Biłyczanka Kociubyńskie         |     |                                                                     | 8 klubów                  |
| 2000/2001                                                           |   |   | 6  | Nika-Peduniwersytet Połtawa | Fortuna-Czeksił Czernihów   | Biłyczanka Kociubyńskie         |     |                                                                     | 6 klubów                  |
| 2001/2002                                                           |   |   | 7  | Nika-Peduniwersytet Połtawa | Fortuna-Czeksił Czernihów   | SocTech Kijów                   |     |                                                                     | 7 klubów                  |
| 2002/2003                                                           |   |   | 8  | Nika-Peduniwersytet Połtawa | Fortuna-Czeksił Czernihów   | Biłyczanka Kociubyńskie         |     |                                                                     | 8 klubów                  |
| 2003/2004                                                           |   |   | 2  | Biłyczanka Kociubyńskie     | Spartak-Fortuna Czernihów   | Nika-Peduniwersytet Połtawa     |     |                                                                     | 10 klubów                 |
| 2004/2005                                                           |   |   | 9  | Nika-Peduniwersytet Połtawa | Biłyczanka Kociubyńskie     | Interpłast Ługańsk              |     |                                                                     | 10 klubów                 |
| 2005/2006                                                           |   |   | 1  | Interpłast Ługańsk          | Nika-Peduniwersytet Połtawa | SocTech Kijów                   |     |                                                                     | 9 klubów                  |
| 2006/2007                                                           |   |   | 10 | Nika-Peduniwersytet Połtawa | Biłyczanka Kociubyńskie     | SocTech Kijów                   |     |                                                                     | 6 klubów                  |
| 2007/2008                                                           |   |   | 3  | Biłyczanka-NPU Kociubyńskie | NUChT Kijów                 | KyjiwGaz Kijów                  | 38  | Julija Forsiuk (Biłyczanka-NPU)                                     | 6 klubów                  |
| 2008/2009                                                           |   |   | 4  | Biłyczanka-NPU Kociubyńskie | Nika-PNPU Połtawa           | NUChT Kijów                     | ?   | Alina Horobeć (Biłyczanka-NPU)                                      | 8 klubów                  |
| 2009/2010                                                           |   |   | 5  | Biłyczanka-NPU Kociubyńskie | Olimpik Dniepropetrowsk     | Sparta Kijów                    | 35  | Alina Horobeć (Biłyczanka-NPU)                                      | 7 klubów                  |
| 2010/2011                                                           |   |   | 6  | Biłyczanka-NPU Kociubyńskie | Nika-PNPU Połtawa           | Sparta Kijów                    | 24  | Alina Horobeć (Biłyczanka-NPU)                                      | 7 klubów                  |
| 2011/2012                                                           |   |   | 7  | Biłyczanka-NPU Kociubyńskie | Olimpik Dniepropetrowsk     | Nika-Peduniwersytet Połtawa     | 32  | Alona Łukjanenko (Biłyczanka-NPU)                                   | 7 klubów                  |
| 2012/2013                                                           |   |   | 8  | Biłyczanka-NPU Kociubyńskie | Nika-PNPU Połtawa           | Złahoda-Olimpik Dniepropetrowsk | 38  | Ołena Pawłenko (Biłyczanka-NPU)                                     | 8 klubów                  |
| 2013/2014                                                           |   |   | 9  | Biłyczanka-NPU Kociubyńskie | IMS-Unisport Kijów          | Nika-PNPU Połtawa               | 40  | Wałerija Jermołenko (Nika-PNPU Połtawa)                             | 9 klubów                  |
| 2014/2015                                                           |   |   | 10 | Biłyczanka-NPU Kociubyńskie | IMS-NUChT Kijów             | Nika-PNPU Połtawa               | 40  | Anna Szulha (Biłyczanka-NPU)                                        | 7 klubów                  |
| 2015/2016                                                           |   |   | 1  | IMS-NUChT Kijów             | Biłyczanka-NPU Irpień       | PZMS Połtawa                    | 22  | Marija Poliszczuk (Biłyczanka-NPU), Julija Tytowa (IMS-NUChT Kijów) | 6 klubów+ finał 4         |
| 2016/2017                                                           |   |   | 2  | IMS-NUChT Kijów             | PZMS Połtawa                | Złahoda Dniepr                  | 20  | Julija Dudarczuk (PZMS Połtawa), Julija Tytowa (IMS-NUChT Kijów)    | 4 kluby                   |
| 2017/2018                                                           |   |   | 3  | IMS-NUChT Kijów             | PZMS Połtawa                | Tesła Charków                   |     |                                                                     | 9 klubów+ finał 4         |
| 2018/2019                                                           |   |   | 4  | IMS-NUChT Kijów             | Tesła Charków               | Budstar-NPU Kijów               | 16  | Wiktorija Hiryn (Ładomyr Włodzimierz Wołyński)                      | 4 kluby                   |
| 2019/2020                                                           |   |   | 1  | Budstar-NPU Kijów           | ZChO-Tesła Charków          | IMS-NUChT Kijów                 | 24  | Anna Szulha (Budstar-NPU Kijów)                                     | 6 klubów+ finał 4         |
| 2020/2021                                                           |   |   | 1  | ZChO-Tesła Charków          | IMS-NUChT Kijów             | Uniwersytet Drahomanowa Kijów   |     |                                                                     | 15 klubów w 4 gr.+finał 4 |

## Statystyka

### Tabela medalowa
Mistrzostwo Ukrainy zostało do tej pory zdobyte przez 6 różnych drużyn.
Stan na 31 maja 2021. 
| Lp. | Klub                          | Miejsca na podium | Miejsca na podium | Miejsca na podium | Zwycięskie sezony                                                                     |   |   |                                                                                       |
| --- | ----------------------------- | ----------------- | ----------------- | ----------------- | ------------------------------------------------------------------------------------- | - | - | ------------------------------------------------------------------------------------- |
| Lp. | Klub                          | 1.                | PZMS Połtawa      | 10                | Zwycięskie sezony                                                                     | 5 | 4 | 1995, 1996/97, 1997/98, 1998/99, 1999/00, 2000/01, 2001/02, 2002/03, 2004/05, 2006/07 |
| 2.  | Biłyczanka-NPU                | 10                | 3                 | 3                 | 1996, 2003/04, 2007/08, 2008/09, 2009/10, 2010/11, 2011/12, 2012/13, 2013/14, 2014/15 |   |   |                                                                                       |
| 3.  | IMS-NUChT Kijów               | 4                 | 2                 | 1                 | 2015/16, 2016/17, 2017/18, 2018/19                                                    |   |   |                                                                                       |
| 4.  | ZChO-Tesła Charków            | 1                 | 2                 | 1                 | 2020/21                                                                               |   |   |                                                                                       |
| 5.  | Uniwersytet Drahomanowa Kijów | 1                 | 0                 | 2                 | 2019/20                                                                               |   |   |                                                                                       |
| 6.  | Interpłast Ługańsk            | 1                 | 0                 | 1                 | 2005/06                                                                               |   |   |                                                                                       |

## Uczestnicy
Są 58 zespołów, które wzięli udział w 27 sezonach Mistrzostw Ukrainy, które były prowadzone od 1995 aż do sezonu 2020/21 łącznie. Żadna z drużyn nie była obecna w każdym w każdej edycji.
Pogrubione zespoły biorące udział w sezonie 2020/21.
- 26 razy: PZMS Połtawa
- 22 razy: Biłyczanka-NPU Kociubynśke
- 12 razy: IMS-NUChT Kijów, Sparta K KDJuSSz Spartak Kijów
- 11 razy: Minora Czerkasy
- 8 razy: Złahoda Dnipro, NUChT Kijów, Spartak-Fortuna Czernihów
- 7 razy: Lwiwianka Lwów
- 5 razy: Ałeksandrija Kijów, ZChO-Tesła Charków
- 4 razy: Bahira-DJuSSz Łyman, Ładomyr Włodzimierz Wołyński, Nadija-DJuSSz Hrebinka, SumDU-UABS Sumy, Unisport Kijów
- 3 razy: WFC Kharkiv KDJuSSz-8 Charków, Metalist Charków, SDJuSzOR-19 Kijów, Uniwersytet Drahomanowa Kijów, FKŁ-Inter Ługańsk, Jatrań-UDPU-Bazys Humań
- 2 razy: AFC 5G Kijów, Interpłast Ługańsk, Łehion Łuck, Łuhanoczka Ługańsk, Donczanka Donieck, Płaneta Kijów, Wiktorija Zaporoże, Wiktorija Kaharłyk
- 1 raz: AFC NRG Kijów, Аwiator Kijów, Biła Linija Szkariwka, Bohdan-CzNU Czerkasy, Czornomoroczka Odessa, Darnycia Kijów, Dnipro Czerkasy, DJuSSz im. Butowśkoho Połtawa, DJuSSz-1 Chmielnicki, Feniks Kijów, Hałyczanka Lwów, Kobra Biłokurakyne, Kowelczanka Kowel, Kooperator Lwów, Krystał Chersoń, KSDJuSzOR Dynamo-Tesła-2» Charków, Lider-ZPO Połtawa, Mezzo-ZChO Charków, Mrija Stepaniwka, Nahija Ochtyrka, Obołoń Kijów, Radosiń Kijów, Spartak Iwano-Frankiwsk, ŻFK Sumy, Siuzanka Sumy, Wałkiwczanka Wałky, Zmina-SDJuSzOR Sumy, Żytłobud-2 Charków